# Der arme Junge im Grab
Der arme Junge im Grab ist ein Exempeltext (ATU 1408C, 1296B, 1313). Er steht in den Kinder- und Hausmärchen der Brüder Grimm ab der 5. Auflage von 1843 an Stelle 185 (KHM 185) und basiert auf Ludwig Aurbachers Des armen Waisen Leben und Tod in seinem Büchlein für die Jugend von 1834.

## Inhalt
Ein armer Waisenjunge lebt im Haus eines reichen, geizigen Bauern. Beim Hüten geht ihm die Henne durch einen Heckenzaun und wird vom Habicht geraubt. Er schreit dem Dieb nach. Der Mann hört es und schlägt ihn. Nun muss der Waisenjunge die Küken ohne Glucke hüten. Damit sie zusammenbleiben, bindet er sie an eine Schnur, aber so nimmt der Habicht dem müden und hungrigen Jungen alle auf einmal fort. Der Mann schlägt ihn noch mehr und schickt ihn das nächste Mal als Boten mit einem Korb Trauben zum Richter. Als der den Brief liest und nachzählt, gesteht der Junge, dass er unterwegs vor Hunger zwei gegessen hat. Als er dem Richter darauf einen neuen Korb bringen muss, legt er zum Essen den Brief unter einen Stein, dass er ihn nicht verraten kann. Der Richter lacht über diese Einfalt und schreibt dem Bauern, er möge ihn besser halten und ihn Recht und Unrecht lehren. Der Bauer lässt den Jungen Stroh zu Häcksel schneiden, während er und die anderen auf den Jahrmarkt gehen. Der Junge arbeitet in seiner Angst so heftig, dass er versehentlich seinen Rock zerschneidet, den er in der Hitze auf das Stroh gelegt hatte. Weil er sich lieber selbst das Leben nehmen will, als auf den Mann zu warten, nimmt er erst einen Topf Gift unter dem Bett der Bäuerin, dann eine Flasche Fliegengift aus dem Kleiderkasten des Bauers, die aber Honig und Wein enthalten. Er wundert sich über den süßen Geschmack. Als aber der Wein wirkt, legt er sich auf dem Kirchhof in ein Grab und stirbt in der Kälte bei der Musik einer Hochzeit nebenan. Als der Bauer das erfährt, wird er ohnmächtig aus Angst vor Strafe. Der Bäuerin brennt mit dem Fett in der Pfanne das Haus ab. Sie leben in Armut und Gewissensbissen.

## Herkunft

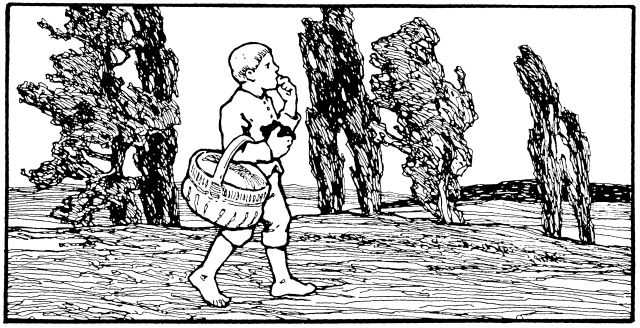
Illustration von Otto Ubbelohde, 1909

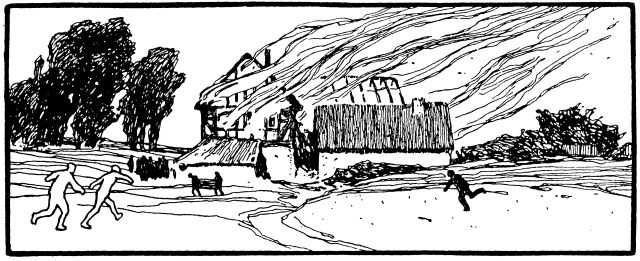
Illustration von Otto Ubbelohde, 1909

Grimms Anmerkung nennt die Quelle, Aurbachers Büchlein für die Jugend „S. 71. 72.“ (1834; korrekte Seitenzahl: 167–172.) und vergleicht noch Hans in der Schule in Vogls Großmütterchen „S. 100–103.“
Wilhelm Grimm schrieb die Vorlage Satz für Satz um, ohne die Handlung zu verändern. Stellenweise formuliert er etwas klarer, z. B. dass die Bäuerin „nur gesagt“ hatte, der Honig sei Gift, „um die Näscher zurückzuhalten“, und dass „die Glut des heißen Weins und der kalte Tau der Nacht“ den Tod verursachten. Er strich Aurbachers Einleitungssatz vom schweren Los der Waisenkinder und ersetzte den Schlusssatz mit der Deutung des Feuers als Gottesstrafe durch Gewissensbisse „in Armut und Elend“. Aus dem Raubvogel wurde ein Habicht (vgl. Redensart in KHM 107), aus „Branntwein oder Kirschwasser“ wurde „Ungarwein“. Allerdings entfielen auch charakteristische Details wie dass der „Knabe von schwachem Kopf und kleinmüthigem Herzen“ dem geizigen Mann „mit des Vaters Hab und Gut, von dem Richter zugesprochen ward“, was auch den Briefen an den Richter den Kontext gibt. Er will „selber ins Grab gehen, damit der karge Mann die Kosten erspare.“ Vgl. in Giambattista Basiles Pentameron I,4 Vardiello.
Die Episode mit dem Raub von Huhn und zusammengebundenen Küken durch den Habicht und anschließendem Selbstmordversuch mit angeblichem Gift ist so mit einem einfältigen Ehemann seit Laurentius Abstemius’ Hecatomythium secundum von 1505 oft als Schwank rezipiert. Auch andere Einzelmotive stammen aus Dummenschwänken (vgl. KHM 7, 34, 59, 104). Dennoch ist die Botschaft hier klar, „sich nicht über Menschen mit ihren Schwächen zu erheben, sondern“ … „in die Gemeinschaft zu integrieren und“ … „eine neue Heimstatt zu geben“ (Hans-Jörg Uther).

## Deutung
Der Machtkampf mit dem Kind um Fleiß, Genauigkeit und Unterordnung erfolgt mit beschränktem Gefühlsspektrum in tiefer Unsicherheit: Alle Charaktere zeigen, in verschiedenen Rollen, extreme Genauigkeit, Verantwortung und Angst vor Verlust oder Strafe, wie bei einer Zwangsneurose (siehe auch KHM 178 Meister Pfriem). Das Märchen dreht sich um das Motiv von existenziellem Mangel. Homöopathische Literatur erwähnt dieses Märchen zur Veranschaulichung des Arzneimittelbildes von Arsen mit Symptomen wie tiefsitzende Unsicherheit, Unruhe, Erschöpfung, Kälteempfindlichkeit, Geiz, Tadelsucht, verzweifelte Todesfurcht.
Wilhelm Grimms Wort 'Ungarwein' wirkte offenbar so eigentümlich, dass Hermine Mörike es in ihrer Parodie zu Rumpelstilzchen aufgreift.